# Archélaos II
Archélaos II (en grec ancien : Ἀρχέλαος Βʹ ὁ Μακεδών ; né au Ve siècle av. J.-C. et mort en -394 av. J.C.) est un roi de Macédoine de la dynastie des Argéades qui règne entre -396 et -394 av. J.-C..

## Biographie
Il était le frère de Oreste de Macédoine.
Selon la Chronique d'Eusèbe de Césarée. il régna près de quatre ans. Pausanias et Amyntas II lui succèdent en luttant pour le trône.
Il succéda à son père Aéropos II et régna un an dans une période troublée de l'histoire de la Macédoine où les prétendants au trône s'affrontent.
Il est tué lors d'une partie de chasse (accident ou assassinat).